# Papille (Botanik)
Papillen sind in der Botanik kleine, warzenähnliche Erhebungen an pflanzlichen Organen, die durch die Vorwölbung von Zellen oder Zellgruppen entstehen. 
Bei Moosen werden diese Vorwölbungen noch einmal differenziert: Dort bezeichnet man als Papillen nur feste, warzenartige Auswüchse, wohingegen hohle Zellvorwölbungen als Mamillen bezeichnet werden. Bei den Kakteengewächsen wird dieser Begriff auch für warzenähnliche Erhebungen verwendet, welche die Areolen tragen. 
In der Mykologie bezeichnet der Begriff „Papille“ eine spitze oder warzige Erhebung in der Hutmitte. 
Das Adjektiv ist papillös beziehungsweise mamillös. 

## Nachweise
- Gerhard Wagenitz: Wörterbuch der Botanik. Morphologie, Anatomie, Taxonomie, Evolution. Mit englisch-deutschem und französisch-deutschem Register. 2. erweiterte Auflage. Nikol, Hamburg 2008, ISBN 978-3-937872-94-0, S. 190, 231 (Lizenzausgabe von 2003).